# Sambuco (Ravello)
Sambuco è una frazione di Ravello.

## Origini
Sambuco è conosciuta come il "polmone" di Ravello, che sin dal X secolo era noto per la produzione di legnami e lana destinati ai commerci gestiti dalle nobili famiglie ravellesi. Il nome della località è dovuto alla presenza di rigogliose piante di sambuco, presenti dunque nella macchia mediterranea.

## Geografia fisica

### Territorio
Il territorio è un misto tra collinare e montuoso, coperto da un manto di castagneti e macchia mediterranea.
È situata di fronte alla valle del Reghinna Minor e il Monte Forcella di Minori, confina con il Passo di Tramonti , la frazione Cesarano (Tramonti) e la comunità del Lacco.
- Classificazione sismica: zona 3 (sismicità bassa), Ordinanza PCM. 3274 del 20/03/2003.

## Flora e fauna
Il territorio è coperto da un manto di castagneti e macchia mediterranea (tipici sono gli smilax aspera).
La fauna è caratterizzata da volpi e nelle poche zone paludose le libellule e le zanzare.

## Santa patrona
La patrona della località ravellese è Santa Maria della Pomice (così denominata per la presenza di roccia vulcanica utilizzata per la preparazione della malta) che si venera nell'omonima chiesa retta dalla parrocchia della Chiesa di Santa Maria della Pomice. Tutti gli anni, la prima domenica dopo Pasqua, la comunità di Sambuco festeggia la Vergine della Pomice. Sul finire della Messa la statua lignea della Vergine verrà portata in processione per le vie della località ravellese.